# Elsemarie Maletzke
Elsemarie Maletzke (* 17. März 1947 in Schotten, Vogelsbergkreis) ist eine deutsche Journalistin und Schriftstellerin.

## Leben
Maletzke wurde als Tochter des Pächterehepaars der Berggaststätte auf dem Hoherodskopf, der zweithöchsten Erhebung im Vogelsberg, geboren. Sie ging im Nachbardorf zur Grundschule und verbrachte ihre Jugend in Bad Kreuznach. Maletzke nahm an der Studentenbewegung in Frankfurt am Main teil, war Mitglied des Frankfurter Weiberrats und engagierte sich für die Abschaffung der Strafbarkeit des § 218.  Sie schloss Freundschaft mit den satirischen Zeichnern F. K. Waechter, Hans Traxler, F. W. Bernstein sowie den Autoren Peter (Pit) Knorr, Robert Gernhardt, Eckhard Henscheid, Bernd Eilert, die Mitglieder der Neuen Frankfurter Schule waren, sowie mit dem Schriftsteller Wilhelm Genazino.
1968 trat sie in Frankfurt am Main in die Redaktion des Satire-Magazins Pardon ein, nachdem sie ein Angebot der Rhein-Zeitung, bei der sie als Redakteurin ausgebildet worden war, abgelehnt hatte, eine Softsex-Wochenendbeilage nach dem Vorbild des Springer-Magazins Jasmin zu gestalten. 1974 ging sie als Deutschlehrerin nach Irland. Nach ihrer Rückkehr war sie als Redakteurin für Titanic tätig und später für das Frankfurter Stadtmagazin Pflasterstrand. Seit den 1980er Jahren schrieb sie auch Beiträge für Die Zeit, die Frankfurter Rundschau und die Frauenzeitschrift Brigitte; des Weiteren gab sie 1989 eine Folge der Zeitschrift Der Rabe heraus. In Die Vollidioten, dem ersten Band von Henscheids Romanreihe Trilogie des laufenden Schwachsinns, wurde sie 1973 als „Frl. Evamaria Czernatzke“ selbst zur literarischen Figur.
Anfang der 1980er Jahre erschienen von ihr Reiseführer über Irland und Dublin sowie später ihre großen Biographien. Außerdem veröffentlichte sie literarische und kulturwissenschaftliche Reisebücher, Reiseerzählungen. Einer ihrer literarischen Schwerpunkte ist die Beschäftigung mit der englischen Landschafts- und Gartenkultur. 1995 erschien ihr Reisebuch Very British!, 1996 folgte dann Irish Times. Seit 2005 war sie außerdem Herausgeberin der Anthologie Literarische Gartenlust. Es erschienen folgende Bände: 2005 Literarische Gartenlust, 2006 Neue literarische Gartenlust, 2007 Grüne Fluchten und 2008 Rausch und Rache.
2013 erschien im Frankfurter Verlag Schöffling & Co. ihr erster Gartenkrimi Giftiges Grün. 2020 folgte der zweite Krimi Magnolienmord.
Besondere Bekanntheit erlangte Maletzke mit ihren großen Biographien über die Geschwister Brontë (1989), Jane Austen (1997), George Eliot (1993) und Elizabeth Bowen (2008), die inzwischen zu Standardwerken der Biographieforschung gehören.
Die Schriftstellerin George Eliot zeichnet Maletzke in ihrer Biografie „in all ihrer Zwiespältigkeit, mit vielen Vorzügen und Stärken, aber auch wesentlichen Schwächen“ und ordnet sie zwischen Konservatismus und viktorianischem Fortschrittsglauben ein. In ihrer Beschäftigung mit Jane Austen interpretiert Maletzke das Werk von Jane Austen fern aller Romantik, sondern betont vielmehr die literarische Kunst Austens als beißende und satirische Gesellschaftskritikerin. In ihrer Biografie über die Geschwister Brontë bringt sie die literaturwissenschaftliche Forschung auf den neuesten Stand und entmystifiziert zugleich das bisherige Bild.
Elsemarie Maletzke ist Mitglied des PEN-Zentrums Deutschland.
2009 erhielt sie, zusammen mit Christian Golusda und Andreas Maier, den erstmals verliehenen Robert-Gernhardt-Preis des Hessischen Ministeriums für Wissenschaft und Kunst.
Maletzke lebt als freie Journalistin und Autorin im Nordend in Frankfurt am Main.  Ihre Bücher erscheinen im Insel-Verlag (Reiseliteratur) und im Schöffling-Verlag (Biografien & Krimis) in Frankfurt am Main.

## Schriften (Auswahl)
- Das Leben der Brontes: Eine Biographie. Frankfurter Verlagsanstalt, 1988, ISBN 3-627-10017-4.
- Jane Austen. Schöffling & Co., Frankfurt am Main 1997, ISBN 978-3-89561-602-0.
- George Eliot. Insel Verlag, Frankfurt am Main 1997, ISBN 978-3-458-33673-0.
- Miss Burney trägt Grün. Roman. Schöffling & Co, Frankfurt am Main 2001, ISBN 3-89561-605-2.
- Mond über Murzuq – Unterwegs auf fünf Kontinenten. Schöffling, 2002 Frankfurt am Main; ISBN 3-89561-608-7.
- Elizabeth Bowen: Eine Biographie. Schöffling & Co., Frankfurt am Main 2008, ISBN 978-3-89561-610-5.
- Very British!: Unterwegs in England, Irland, Schottland. Insel, Frankfurt am Main 2009, ISBN 978-3-458-34879-5.
- Mit Jane Austen durch England. Insel, Frankfurt am Main 2009, ISBN 978-3-458-35143-6.
- Gartenglück. Schöffling & Co., Frankfurt am Main 2010, ISBN 978-3-89561-590-0.
- zusammen mit Christian Golusda: Sturm und Tang. Fünfundfünfzig Reisegedichte. Weissbooks Verlag, Frankfurt am Main 2010, ISBN 978-3-940888-66-2.
- Eine Liebe in Florenz: Elizabeth Barrett und Robert Browning. Insel, Berlin 2011, ISBN 978-3-458-35360-7.
- Giftiges Grün. Ein Gartenkrimi. Schöffling & Co., Frankfurt am Main 2013, ISBN 978-3-89561-598-6.
- Maud Gonne. Ein Leben für Irland. Insel Verlag, Berlin 2016, ISBN 978-3-458-17674-9.
- Magnolienmord. Schöffling & Co., Frankfurt am Main 2020, ISBN 978-3-89561-611-2.
- Agathes dunkler Garten. Schöffling & Co., Frankfurt am Main 2023, ISBN 978-3-89561-613-6.

## Auszeichnungen (Auswahl)
- 2023: Ben-Witter-Preis[8]